# Seraina Fitzi
Seraina Fitzi (* 25. Januar 2003) ist eine Schweizer Unihockeyspielerin, welche derzeit beim SSL-Team Endre IF unter Vertrag steht.

## Karriere
Als Kind spielte Fitzi bei der Jungschi Romanshorn. Fitzi absolvierte die Unihockey-Sportschule in Erlen und durchlief die Nachwuchsabteilung von Unihockey Red Lions Frauenfeld. 2018 debütierte sie da in der ersten Mannschaft. 2021 schloss sich Fitzi Turku PS aus der F-Liiga an, wo sie in der ersten Mannschaft eingesetzt wird. Seit der Saison 2024/25 spielt sie für das Schwedische Team Endre IF.